# Érika de Souza
Érika Cristina de Souza (* 9. März 1982 in Brasilien) ist eine professionelle Basketball-Spielerin. Sie spielte viele Jahre in der Women’s National Basketball Association (WNBA) zuletzt war sie dort 2017 für die San Antonio Stars aktiv. Bis 2019 spielte de Souza noch in der spanischen Liga bei Perfumerías Avenida.

## Karriere

### Women’s National Basketball Association
Érika de Souza wurde niemals in einem WNBA Draft ausgewählt, sondern wurde 2002 als Free Agent von den Los Angeles Sparks unter Vertrag genommen. In der Saison 2002 spielte sie elf Spiele für die Sparks, die in dieser Saison den WNBA-Titel gewannen. Nach einer Pause kehrte sie 2007 in die WNBA zurück und spielte in der Saison 2007 für die Connecticut Sun. Am 6. Februar 2008 wurde sie von den Atlanta Dream im Expansion Draft ausgewählt. Somit spielt sie seit der Saison 2008 für die Dream. Bei diesem Team war sie dann bis 2015 aktiv und stand fast in allen Spielen in der Startformation. Während dieser Zeit erreichte das Team aus Atlanta dreimal die WNBA-Finals, scheiterte dort aber jeweils deutlich. Während der Saison 2015 wechselte sie dann zu den Chicago Sky. Dort scheiterte sie mit dem Team in der ersten Playoff-Runde. 2016 spielte sie weiter im Team der Sky. Diesmal endete die Saison erst im Halbfinale mit einer Niederlage gegen den späteren Meister der Los Angeles Sparks. In der Spielzeit 2017 stand sie für die San Antonio Stars auf dem Platz. Ihr vorerst letzte Saison in der WNBA endete für Souza aufgrund einer Verletzung vorzeitig.
Bis zu diesem Zeitpunkt bestritt sie in 12 WNBA-Saisons in der regulären Saison 329 Spiele, dabei stand sie 263 Mal in der Startformation und erzielte 3.046 Punkte, 2.220 Rebounds und 297 Assists. In 38 Playoff-Partien (davon 25 in der Startformation) erzielte sie 344 Punkte, 272 Rebounds und 35 Assists.

### Europa
Nach der Saison 2002 verließ sie die WNBA und spielte für die UB-Barça in der spanischen Damen-Basketballliga. In der Saison 2005/06 wurde sie zum MVP der Liga ernannt. Seit 2007 spielt sie regelmäßig sowohl in Europa als auch in der WNBA. Sie war dabei für Teams in Spanien und der Türkei aktiv. Ihre letzte Station in Europa war von 2016 bis 2019 Perfumerías Avenida aus Spanien.

### Nationalmannschaft
Érika de Souza spielte bei der Amerikameisterschaft 2001 erstmals bei einem internationalen Turnier für die brasilianische Basketballnationalmannschaft der Damen. Dort gewann sie mit dem Team den Titel, der 2003 gemeinsam verteidigt werden konnte. Bei den Olympischen Spielen 2004 verpasste sie mit dem Team als Vierter nur knapp die Medaillen. Auch 2012 in London und 2016 in Rio war sie im Basketball olympisch aktiv. Bei vier Weltmeisterschaftsteilnahmen von 2002 bis 2014 war der vierte Platz 2006 das beste Mannschaftsergebnis. Bei den kontinentalen Wettbewerben war sie mit dem Nationalteam weiterhin erfolgreich. 2006 wurde der Südamerika-Titel, 2011 der Amerika Titel und 2019 der Pan-Amerika Titel errungen.